# Gentiana mairei
Gentiana mairei är en gentianaväxtart som beskrevs av Leveille. Gentiana mairei ingår i släktet gentianor, och familjen gentianaväxter. Inga underarter finns listade i Catalogue of Life.